# UJ 116 Xanten
UJ 116 Xanten war ein ursprünglich 1918 in Dienst gestelltes Minensuchboot des Typs Flachgehendes Minensuchboot der deutschen Kaiserlichen Marine und trug die Bezeichnung FM 13. Nach dem Ersten Weltkrieg wurde es nach Rumänien verkauft und diente als Fährschiff  Socratis. Die Kriegsmarine kaufte es 1941 an und setzte es zunächst als Minenschiff Xanten, ab 1942 als U-Boot-Jäger UJ 116 im Schwarzen Meer ein. Beim deutschen Rückzug 1944 wurde es von der Besatzung selbst versenkt.

## Bau und technische Daten
Aufgrund der lückenhaften Überlieferung wurde die spätere UJ 116 / Xanten anfangs mit dem Boot FM 36 in Verbindung gebracht und erst später als FM 13 identifiziert. Das Boot wurde 1918 für die Kaiserliche Marine auf der Werft der Union Gießerei Königsberg unter Baunummer 189 auf Kiel gelegt. Der Stapellauf erfolgte als FM 13 am 20. Juli 1918, die Auslieferung und Indienststellung fand am 7. Oktober 1918 statt. 
Das Boot war 43,00 Meter lang, 6,00 Meter breit und wies einen Tiefgang von 1,85 Metern auf. Die Konstruktionsverdrängung betrug 176 Tonnen, die maximale 257 Tonnen. Der Antrieb bestand aus zwei 3-Zylinder dreifach-Expansionsmaschinen, die 600 PS erzielten und auf zwei Schrauben wirkten. Damit erreichte sie ursprünglich 14,0 Knoten, in der Kriegsmarine zunächst 8,9 Knoten an Höchstgeschwindigkeit. Die Reichweite betrug nach der Indienststellung 650 sm bei 14 Knoten. Die Besatzung bestand aus einem Offizier und 60 Mannschaften. Als Bewaffnung war ursprünglich ein 88-mm-Geschütz / L30 installiert.

## Geschichte

### FM 13in der Kaiserlichen und Vorläufigen Reichsmarine
Zwischen dem Zeitpunkt der Indienststellung am 7. Oktober 1918 und der baldigen Ausmusterung am 8. Mai 1919 ist die Nutzung des Bootes durch die Kaiserliche und die Vorläufige Reichsmarine unklar. Da dieser Bootstyp aufgrund seiner schlechten Seeeigenschaften nur begrenzt einsetzbar war, musterte die Reichsmarine alle Boote des Typs im Rahmen der Abrüstung zeitig aus und gab dem Minensuchboot 1916 den Vorzug. Sie verkaufte das Boot für 300.000 Reichsmark an die Antwerpener Schiffs- und Maschinenbau-Gesellschaft in Hamburg.

### Rumänisches FährschiffSocratis
Bereits von der Antwerpener Schiffs- und Maschinenbau-Gesellschaft soll das Boot zum Fährschiff umgebaut worden sein. Anschließend wurde es im Jahre 1920 nach Rumänien verkauft, wo es unter dem Namen Socratis als Passagier- und Fährschiff auf der Donau diente. Der letzte zivile Eigner vor Ankauf durch die Kriegsmarine 1941 war die Zuckerfabrik Danubiana Smarda in Giurgiu, die das Schiff als Schlepper nutzte. Ein Eintrag im Lloyd’s Register liegt nicht vor.

### MinenschiffXantenund U-Boot-JägerUJ 116in der Kriegsmarine
Auf der Suche nach geeignetem Schiffsraum für die im Schwarzen Meer anstehenden Aufgaben nahm die Kriegsmarine neben Beschlagnahmungen, der Heranführung von Booten aus Deutschland und der Hebung versenkter Schiffe auch Ankäufe in Rumänien und Bulgarien vor. Der Ankauf der Socratis durch die Kriegsmarine erfolgte am 2. Oktober 1941. Das Schiff wurde in Xanten umbenannt und noch im Oktober vorläufig in Dienst gestellt.
Zunächst wurde die Xanten nach Linz überführt und dort auf der Linzer Werft 1941–1942 vom Fährschiff bzw. Schlepper zum Minenschiff umgebaut. Sie trug nun zwei 20-mm-Flak als Bewaffnung und verfügte über eine Ladekapazität von 20 Minen. Die erneute Indienststellung erfolgte im September 1942 und das Schiff wurde der Donauflottille zugeordnet, die zum Bestand der deutschen Seestreitkräfte im Schwarzen Meer zählte.
Bereits im Oktober 1942 wurden die beiden 20-mm- gegen zwei 37-mm-Flak ausgetauscht und Sperrgerät und Winde sowie 40 Wasserbomben an Bord genommen. Im Dezember 1942 erhielt das Boot die Kennung UJ 116; es wurde dann bei gleichzeitiger Nennung des Namens als UJ 116 Xanten bezeichnet. Zu diesem Zeitpunkt war es bereits als Geleitschutzboot und U-Boot-Jäger im Einsatz. Dem Boot wird die Versenkung von bis zu drei sowjetischen U-Booten zugewiesen. Am 14. Oktober 1942 wurde UJ 116 Xanten vor der rumänischen Küste in Höhe von Tulcea vom U-Boot Schtsch-213 angegriffen, das aber den U-Boot-Jäger verfehlte. Darauf versenkte UJ 116 Xanten das U-Boot mit Wasserbomben. (Nach aktuellem Forschungsstand und nach Auffindung des Wracks von Schtsch-213 im Jahre 2008 wird mittlerweile von ausgegangen, dass dieses U-Boot um den 14. Oktober 1942 einem Minentreffer in einem rumänischen Minenfeld vor Constanța beziehungsweise auf Position 44° 17′ N, 28° 54′ O zum Opfer fiel.) Am 17. Dezember 1942 versenkte UJ 116 Xanten das sowjetische U-Boot M-31 ebenfalls mit Wasserbomben.
Von Januar bis März 1943 war UJ 116 Xanten erneut in der Werft, als ein zweiter Kessel für die Maschine eingebaut werden musste, da 6 kn Marschfahrt zu langsam war. Wieder im Einsatz, wurde UJ 116 am 18. November 1943 erneut Ziel eines sowjetischen U-Boot-Angriffs. Das U-Boot D-4 feuerte südwestlich der Krim-Halbinsel Tarchankut Torpedos auf das Boot, verfehlte aber das Ziel. Erneut wurde das Schiff am 24. Dezember 1943 Angriffsziel eines U-Bootes. Die Xanten griff das U-Boot mit Wasserbomben an und meldete eine wahrscheinliche Versenkung; diese ist jedoch nicht bestätigt. Weiterhin war UJ 116 Xanten mit Geleit- und Sicherungsaufgaben betraut. Bei den Versorgungsfahrten zwischen der von sowjetischen Truppen eingeschlossenen Festung Sewastopol und dem rumänischen Hafen Konstanza sicherte das Boot im April und Mai 1944 den Transportverkehr.
Wenige Monate später hatten sowjetische Truppen weitere Gebiete zurückerobert, und am 23. August 1944 fand in Rumänien der Staatsstreich statt, woraufhin sich die deutschen Truppen aus dem Land zurückziehen mussten. Bei der Räumung der deutschen Stützpunkte versenkte die Besatzung von UJ 116 Xanten ihr Boot am 30. August 1944 außerhalb der bulgarischen Hoheitsgewässer, südlich des Kaps Kaliakra.